# عائشة بنت معاوية بن المغيرة
أم عبد الملك عائشة بنت معاوية بن المغيرة بن أبي العاص بن أمية زوجة الخليفة الرابع من خلفاء بني أمية مروان بن الحكم، وأم الخليفة الخامس عبد الملك بن مروان. قال مصعب بن عبد الله الزبيري: «ولد مروان بن الحكم عبد الملك بن مروان، ومعاوية، وأم عمرو تزوجها الوليد بن عثمان بن عفان وأمهم عائشة بنت معاوية بن المُغَيرة بن أبي العاص الأموية».

## سيرتها
والدها معاوية بن المغيرة قُتِل في غزوة أحد، وأمها فاطمة بنت عامر الجمحي، قال ابن عساكر: «أم عبد الملك بن مروان عائشة بنت معاوية بن المغيرة بن أبي العاص بن أمية بن عبد شمس ، وأمها فاطمة بنت عامر بن حذيم بن سلامان بن سعد بن عويج بن سعد بن جمح»، وقال ابن إسحاق: «لما توجه النبيُّ صلى الله عليه وآله وسلم بمن معه بعد وقعة أحُد إلى حمراء الأسد خشيةً من رجوع أبي سفيان ومن معه إليهم وجد هناك أبا عزة الجُمحَي، ومعاوية بن المغيرة، فأمر عاصم بن ثابت بقتل أبي عزة، واستأمن عثمان ابن عفان لمعاوية، فشرط ألا يوجد بعد ثلاث، فبعث النبي صلى الله عليه وآله وسلم بعد ذلك زيد بن حارثة، وعمار بن ياسر؛ فقال: لهما "ستجدانه بمكان كذا قتيلًا"، وأدركتْ عائشةُ هذه من حياةِ النبي صلى الله عليه وآله وسلم وعلى وآله وسلم نحو سبع سنين، ولم يبق بمكة في حجة الوداع أحَدٌ من قريش إلا أسلم وشهدها».